# Ultima Thule (musikgrupp)
Ultima Thule (latin för yttersta/nordligaste Thule) är en svensk vikingarockgrupp som bildades i Södermanland år 1982 med studio och hemort i Nyköping. För fäderneslandet är Ultima Thules mest sålda skiva och har sålt platina med över 100 000 sålda exemplar.

## Historia
Bandet Ultima Thule har sitt ursprung i punkbandet Ugly Spots från Oxelösund. Namnet Ugly Spots togs efter ett punkband bestående av Tommy Tallstig, Kaj Eklund och Stefan Wikblad, vilka hade lagt ner sin grupp. Runt år 1982 började Ugly Spots skriva låtar som var en blandning av folkmusik, traditionell musik och klassisk punk. Gruppen skapade en musikstil som de kallade vikingarock. De splittrades 1986, ett par år efter sin första singel.
Det tog fyra år innan originalmedlemmarna återförenades under en inspelning i början av 1990. De hade träffats för att diskutera en LP med gruppens tidigare låtar och som skulle ges ut av skivbolaget Rock-O-Rama i Tyskland. Efter en tid beslutade man sig för att återförenas. Sångaren Bruno Hansen lämnade gruppen år 1985 och ersattes med Janne Thörnblom. Ultima Thule hade sin storhetstid i början på 1990-talet. De fick kontrakt med Bert Karlssons skivbolag Mariann Grammofon, men skivbolaget valde att säga upp kontraktet på grund av synpunkter kring gruppens framtoning och gruppen försvann mer eller mindre ned i undergroundrörelsen.
15 april 2012 meddelade gruppen via sin webbplats att man upphörde att spela in nya skivor men gruppen har gjort flera skivor sedan dess. Albumet Det 30-åriga kriget var tänkt att släppas som ett slut på gruppens karriär. Gruppen har ändå varit aktiv sedan dess att de meddelade att de skulle avsluta sin verksamhet.
År 2014 började Ultima Thule spela in nytt material  med den preliminära albumtiteln Projekt Gleipner.
År 2016 lämnade Jan Thörnblom bandet och Ultima Thules första sångare Bruno Hansen kom tillbaka som sångare och huvudsaklig låtskrivare. Under ett uppträdande på  Sverigedemokraternas sommarfestival 2018 uppträdde dock bandet i sin helhet med alla fem medlemmar och sedan år 2022 är Jan Thörnblom medlem igen.

## Politisk prägel
Gruppens texter har ofta ett nationalistiskt tema, vilket har gjort att bandet har klassats som högerextremt i svensk press. Ultima Thule har dock sagt sig ta avstånd från nazism och rasism och menar att de endast är svenska patrioter som sjunger om sin historia och sin kärlek till fosterlandet. Som bevis för den ståndpunkten hänvisas bland annat till videoklipp där den tidigare sångaren Jan Thörnblom avbryter en spelning för att öppet skälla ut en nynazist i publiken. I Bo Sjökvists dokumentärserie om Ultima Thule från maj 2022 berättar Lars-Erik Hansen, äldre bror till Bruno Hansen och Ulf Hansen, att det var han som tog initiativet till att bröderna skulle börja med musiken igen efter uppbrottet 1986. Då under det nya bandnamnet Ultima Thule och med ett nytt nationalistiskt tilltal, påhejat av den högerextrema politikern Leif Ericsson.
Gruppen har haft samröre med den högerextrema miljön och de tog emot ett ekonomiskt bidrag av den rasistiska organisationen Bevara Sverige Svenskt för att producera sin första skiva. Bandmedlemmarna öppnade en skivbutik i Nyköping 1994 där de saluförde uttalat nynazistiska band såsom Heroes in the Snow, Svastika och Vit Aggression; Ultima Thule hade även spelat på samma konserter som Vit Aggression. Senare samdistribuerade Ultima Thule Records även sina produkter med nynazistiska Ragnarock.

## Medlemmar
- Jan "Janne" Thörnblom - Sång, gitarr och låtskrivare (1982-2016, 2022-)
- Bruno Hansen - Sång, gitarr (1982-1986, 2016-)
- Niklas Adolfsson - Gitarr
- Thomas Krohn - Bas
- Ulf Hansen - Trummor

## Bandmedlemmars andra musikprojekt
- The Headhunters
- Hotrod Frankie
- Karolinerna

## Diskografi
Studioalbum
- 1987 – Ultima Thule (demo)
- 1991 – Svea hjältar
- 1992 – För fäderneslandet
- 1993 – Vikingabalk
- 1994 – Nu grönskar det
- 1995 – Lejonet från Norden
- 1995 – Once upon a time… A Collection of Raven Tales
- 1996 – Karoliner
- 1997 – Nu grönskar det igen…
- 1999 – Sverige
- 2001 – Resa utan slut
- 2003 – Tills döden skiljer oss åt
- 2004 – Rötter
- 2005 – Yggdrasil
- 2009 – Korpkvädet
- 2015 – Trägen vinner
- 2018 – 1458
- 2019 – Charlataner
- 2022 – I rikets tjänst
- 2022 – Tolkar
- 2022 – Landskapslåtar

Livealbum
- 1997 – Live in Dresden
- 2012 – Live at Kuggnäs 2012
- 2020 – Sommarfestivalen 2018 Sölvesborg

EP
- 1984 – Sverige, Sverige fosterland
- 1990 – Hurra för Nordens länder
- 2007 – Glömda barnen
- 2012 – 30-åriga kriget
- 2015 – "Sverige, Sverige fosterland" (nyinspelning)
- 2017 – Vingslag
- 2021 – Svea Hjältar 30 år (nyinspelning)

Singel
- 1992 – Havets vargar
- 1992 – Mitt land
- 1992 – Schottis på Valhall
- 1993 – Vikingablod
- 1994 – Öppna landskap
- 1994 – Tack för hjälpen! God jul & gott nytt år
- 1995 – Blonda, svenska vikingar
- 1996 – Skinhead
- 1999 – Sörjd och saknad
- 2000 – Herrlich Hermannsland
- 2001 – Ragnarök
- 2002 – Carlie
- 2004 – Lokes träta
- 2005 – Skaldemjöde
- 2007 – Konungens kurir
- 2014 – Fattig bonddräng
- 2016 – Så länge skutan kan gå
- 2017 – Jämtlandssången
- 2017 – Spegelbild (med Bedårande Barn)
- 2017 – Nordens år Odens vrål
- 2017 – Orchestra
- 2021 – I det land ni byggt

Samlingsalbum
- 1992 – The Early Years 1984-1987
- 2000 – Folkets röst
- 2007 – Folkets röst, vol. 2
- 2007 – 25 Year Anniversary
- 2009 – The Best Of